# Karrebæk, Dybsø og Avnø Fjorde
Karrebæk, Dybsø og Avnø Fjorde este o arie protejată (arie de protecție specială avifaunistică — SPA) din Danemarca întinsă pe o suprafață de 18.862 ha, din care 62 % marine.

## Localizare
Centrul sitului Karrebæk, Dybsø og Avnø Fjorde este situat la coordonatele 55°07′38″N 11°42′21″E / 55.127222°N 11.705833°E.

## Înființare
Situl Karrebæk, Dybsø og Avnø Fjorde a fost declarat arie de protecție specială avifaunistică în mai 1983 pentru a proteja 25 de specii de animale.

## Biodiversitate
Situată în ecoregiunile continentală și marină baltică, aria protejată nu include niciun habitat protejat.
La baza desemnării sitului se află mai multe specii protejate de  păsări (25): rață sulițar (Anas acuta), rață lingurar (Anas clypeata), gâscă cenușie (Anser anser), gâscă de semănătură (Anser fabalis), acvilă de munte (Aquila chrysaetos), rața moțată (Aythya fuligula), Branta leucopsis, erete de stuf (Circus aeruginosus), erete vânăt (Circus cyaneus), lebădă de iarnă (Cygnus cygnus), lebădă de vară (Cygnus olor), șoim călător (Falco peregrinus), lișiță (Fulica atra), codalb (Haliaeetus albicilla), sfrâncioc roșiatic (Lanius collurio), ferestraș mic (Mergus albellus), ferestrașul mare (Mergus merganser), Mergus serrator, viespar (Pernis apivorus), ploier auriu (Pluvialis apricaria), ciocântors (Recurvirostra avosetta), chiră mică (Sterna albifrons), chiră de baltă (Sterna hirundo), Sterna paradisaea, chiră de mare (Sterna sandvicensis).